# ريكاردو ألكسندر دوس سانتوس
ريكاردو ألكسندر دوس سانتوس (بالبرتغالية: Ricardo Alexandre dos Santos‏) (مواليد 24 يونيو 1976) هو لاعب كرة قدم. يلعب مع منتخب البرازيل لكرة القدم منذ عام 1996.

## مسيرته الكروية
لعب ريكاردو ألكسندر دوس سانتوس خلال مسيرته الاحترافية مع 4 أندية في ستة عشر موسمًا وسجل خلالها 29 هدفًا ضمن 244 مباراة. حيث فاز في موسمين بالكأس ولم يفز بأي دوري.
خاض ريكاردو ألكسندر دوس سانتوس مسيرته مع نادي كروزيرو في موسم 1994 ليلعب معه تسعة مواسم، مشاركًا في 138 مباراة سجل خلالها 16 هدفًا. ثم انتقل إلى نادي كاشيوا ريسول في موسم 2002 في المرة الأولى ليلعب معه أربعة مواسم ثم ما بين عامي 2006 و2007 لمدة موسم واحد، حيث شارك طوالها في 85 مباراة سجل خلالها 13 هدفًا. لينتقل بعدها إلى نادي كاشيما أنتلرز ما بين عامي 2005 و2006 لمدة موسم واحد، مشاركًا في 13 مباراة ولم يسجل أي هدف. ثم انتقل إلى نادي كورينثيانز ما بين عامي 2007 و2008 لمدة موسم واحد، مشاركًا في 8 مباريات ولم يسجل أي هدف أيضًا.

## وصلات خارجية
- ريكاردو ألكسندر دوس سانتوس على موقع الاتحاد الأوربي (الإنجليزية)
- ريكاردو ألكسندر دوس سانتوس على موقع رابطة كرة القدم اليابانية للمحترفين (اليابانية)
- ريكاردو ألكسندر دوس سانتوس على موقع قاعدة بيانات كرة القدم.إي يو (الإنجليزية)
- ريكاردو ألكسندر دوس سانتوس على موقع ناشيونال فوتبول تيمز (الإنجليزية)
- ريكاردو ألكسندر دوس سانتوس على موقع Soccerway.com (الإنجليزية)
- ريكاردو ألكسندر دوس سانتوس على موقع عالم كرة القدم.نت (الإنجليزية)

- National Football Teams